# حسن المصطفوي
حسن المصطفوي (1334 هـ - الإثنين 20 جمادى الأولى 1426 هـ).
من علماء الشيعة المعاصرين في إيران، ومفسر للقرآن الكريم. دكتوراه في العلوم الإسلامية. وله مؤلفات باللغة الفارسية والعربية، وكان يجيد لغات عدة كالعربية والفارسية والعبرية والتركية والفرنسية، وقد استعمل معرفته باللغة العربية في كتابه (التحقيق في كلمات القرآن).

## ولادته ونشأته
ولد الميرزا حسن المصطفوي التبريزي في عام 1334 هـ في مدينة تبريز إحدى مدن إيران الغربية. والدته اسمها فاطمة ووالده الشيخ محمد رحيم التبريزي أحد العلماء المعروفين في تلك الديار.
اشتغل المصنف بتحصيل العلم منذ نعومة أظفاره وفي سن الخامسة عشر فقد اباه.

## دراسته
درس المقدمات من الدروس الحوزوية واكملها في تبريز، وفي عام 1353هـ في سن 19 سافر إلى مدينة قم لاكمال دروس الفقه والاصول، وتتلمذ على يد كبار علمائها ومنهم السيد محمد الحجة الكوهكمري. سافر بعدها إلى النجف وحضر دروس الفقه والاصول لكل من السيد ابو الحسن الأصفهاني، والشيخ النائيني والحاج الشيخ محمد حسين الأصفهاني (كمپاني)، واستفاد كثيراً من دروس الاخلاق التي كان يلقيها السيد علي قاضي. بعد عودته من النجف (عمره كان 25 عام) قام بتدريس التفسير والعلوم الأخرى لمدة سنة واحدة.
.حاصل على شهادة الدكتوراه من كلية الإلهيات في تبريز في المعقول والمنقول.

## وفاته
توفي يوم الإثنين 20 جمادي الأولى 1426 هـ الموافق 27 يونيو 2005 وشيع إلى مثواه الأخير في مقبرة در بهشت (باب الجنة)، ودفن في جوار علي بن جعفر ومحمد جواد الأنصاري الهمداني 

## كتبه
له مؤلفات باللغة الفارسية والعربية، وإن كان يجيد لغات عدة كالعربية والفارسية والعبرية والتركية والفرنسية، إلا أن ما نعرف من مؤلفاته هي كالتالي:
- الحقائق في تاريخ الإسلام والفتن والاحداث
- رسالة لقاء الله، مطبوعة في لبنان من قبل دار الهادي.
- شرح مصباح الشريعة ومفتاح الحقيقة، للإمام الصادق. ط بيروت
- شرح الخطبة التوحيدية للإمام الرضا. ط بيروت
- شرح الأحاديث المستصعبة للإمام الكاظم. ط بيروت.
- شرح الأحاديث المستعصبة للإمام الرضا. ط بيروت.
- التفسير المنير وهو ترجمة لتفسيره بالفارسية (تفسير روشن) في 16 جزء، ط بيروت.
- التحقيق في كلمات القرآن الكريم في 14 جزء باللغة العربية. ط إيران.